# 구체예술
구체예술(Concrete Art)의 개념은 1924년 테오 반 두스뷔르흐(Theo van Doesburg, 1883년 8월 30일 – 1931년 3월 7일)가 소개했다. 구체미술은 데 스틸(De Stijl)과 구성주의(Constructivism)에 영향을 받아 스위스에서 시작됐다. 뒤스뷔르흐는 구체예술을 선언하며 예술 자체가 지닌 순수함을 되찾기 위해서는 자연으로부터의 리듬, 형태, 재질 또는 상징적 의미 등에서 완전히 벗어난 순수한 조형 요소, 면과 색 등으로만 이루어진 예술 세계를 추구해야 한다고 믿었고, 이를 위해서 선, 색, 면보다 더 분명하고 구체적인 요소는 없다고 주장했다. 구체예술은 자연, 주관, 의미를 배제한 조형 요소를 기본으로 한다. 작품에도 기계적인 기법을 이용하여 조형 요소로만 작품을 제작하도록 했다. 구체미술은 절대적인 조형 요소의 순수와 명료의 특성을 중요시 했고, 이를 구현하기 위해 객관적 방법인 수학과 기하학을 채용했다. 구체예술을 대표하는 작가로는 테오 반 두스뷔르흐(Theo van Doesburg), 막스 빌(Max Bill, 1908-1994), 토마스 말도나도(Tomas Maldonado, 1922-2018)가 있다.

## 구체예술과 추상미술
자연적인 대상을 모방하거나 재현하지 않고 새로운 것을 제시하는 것, 대상의 구체적인 형상을 나타내지 않고 점, 선, 면, 색과 같은 순수한 조형 요소로 나타내는 것을 추구하는 것을 추상미술이라 한다. 추상은 전체에서 일부의 색이나 이미지를 추출하거나 다양한 부분을 통합해 새로운 정신적인 것을 나타낸다는 의미를 가지고 있다.
본질적으로 추상미술은 형태의 특성과 정신성을 강조하지만, 오랜기간 예술은 '자연에 대한 모방'이라고 생각되었다. 이에 대해 사르트르는 『가상의 것, 상상력에 대한 현상학적 심리분석』을 통해 이렇게 말한다.
- 큐비즘(입체주의) 이후 사람들은 습관적으로 그림이란 실재를 재현하거나 모방하는 것이 되어서는 안 되며, 그림(추상화) 그 자체가 하나의 대상이 되어야 한다고 말하고 있다. (...) 하지만 만일 이러한 진술을 마치 그림이, 자신이 가질 수 있는 모든 의미들로부터 박탈된 채, 그 자체 ‘하나의 실제적인 대상(un objet réel)’을 제시하여야 하는 것으로 생각한다면 큰 오류를 범하는 것이 될 것이다. 참으로 이 그림은 더 이상 ‘자연(Nature)’에 속하지는 않는다. 하나의 실제적인 대상은 꽃다발이나 숲속의 빈 장소처럼 더 이상 하나의 아날로공(analogon)처럼 작용하지 않는다. 그런데 내가 그 그림을 주시할 때 더욱 더 이러한 ‘실재론적인 태도(attitude réalisante)’ 안에 있는 것은 아니다.[5]

테오 반 두스뷔르흐는 추상미술이 자연과의 관계를 통해 규정된 개념이기 때문에 구체예술과는 다르다고 생각했다. 구체예술은 정신적인 것을 순수한 조형 요소로만 구성한 것이라고 보았다. 구체예술은 자연, 주관, 의미를 배제한 조형요소의 순수성과 명료성을 강조한다.

## 데 스틸 선언문
데 스틸(De Stijl)은 신조형주의라고도 불린다. 구체미술(Concrete Art) 그룹이 등장하기 전 구체미술에 영향을 준 사조이다. 뒤스부르흐는 데 스틸의 창시자 중 한 명이며, 새로운 예술은 개인적 가치와 보편적 가치를 추구해야한다고 말했다.
'데 스틸 선언문'은 1918년에 발표되었다.
1. 시간에 대한 인식에는 옛 것과 새로운 것이 있다. 옛 것은 개인과 연관되어 있다. 새로운 것은 보편세계와 연관되어 있다. 보편세계에 대항하는 개인의 갈등은 오늘 날의 예술 영역 뿐 만 아니라 세계전쟁에서도 나타난다.
2. 전쟁은 옛 세계에서 각 국가 안의 개인 지배를 파괴한다.
3. 새로운 예술은 시간에 대한 새로운 인식이 포함한 것, 즉 보편세계와 개인 간의 균형을 가져왔다.
4. 새로운 인식은 외면적 삶 뿐 만 아니라 내면적 삶을 현실화하기 위해 준비되었다.
5. 전통, 신조 그리고 개인의 지배는 이러한 현실화에 반대된다.
6. 이에 신조형예술의 주창자들은 예술과 문화의 개혁을 신뢰하는 모든 사람들에게, 그들이 신조형예술에서 자연적 형태를 타파함으로써 모든 예술 개념의 궁극적 결과인 예술의 분명한 표현을 방해하는 것들을 제거했던 것처럼, 이러한 발전의 장애물들을 제거하기를 요구한다.
7. 오늘날의 예술가들은 동일한 자각에 의해 세상에 내몰렸으므로 지적 관점으로 보면 개인적 독재의 지배에 대항하는 이 전쟁에 동참하게 되었다. 따라서 그들은 지적으로나 물질적으로 삶, 예술, 문화에서 국제적 유대 형성을 위해 일하는 모든 사람과 공감한다.
8. 위와 같은 목적에 의해 발행되는 월간 ‘데 스틸’은 정확한 방식으로 삶의 새로운 지혜를 얻도록 노력한다.

## 구체예술 선언문
테오 반 두스뷔르흐와 구체예술그룹은 1930년 '구체회화(konkrete Malerei)'라는 새로운 개념을 소개했다.
'구체미술 선언문'은 뒤스부르흐가 구체미술을 주창하면서 발표한 선언문이다.
1. 예술은 보편적이다.
2. 예술작품은 제작되기 이전에 온전히 마음으로 인식되고 형성되어야 한다. 작품은 자연적이거나 감각적이거나 감성적인 그 어떠한 형식적 자료에 구애받으면 안 된다. 우리는 감상, 극적 효과, 상징 등을 배제한다.
3. 회화는 순수한 조형요소인 면과 색으로 온전히 이루어져야한다. 그림 요소는 ‘그 자체’ 이외의 뜻을 갖고 있지 않기 때문에 회화는 ‘그 자체’ 이외의 의미를 갖고 있으면 안 된다.
4. 회화는 회화 요소와 마찬가지로 그 구성이 단순하고 시각적으로 통제가 가능해야한다.
5. 회화 테크닉은 기계적이어야 한다. 다시 말해 정확하고 반인상주의적이어야 한다.
6. 절대적인 명료성을 향한 노력은 의무적이다.

## 새로운 타이포그래피와 구체예술
얀 치홀트(Jan Tschichold, 1902~1974)는 새로운 타이포그래피를 인식하기 위해서는 색과 형태의 관계를 아름답고 의미있게 나타내는 구체예술의 태도와 가치를 알아야 한다고 주장한다. 또한 구체회화 작품을 다루는 일은 새로운 타이포그래피의 바탕이 되며 가야할 방향과 태도가 같다고 설명한다.
구체예술에서 사용된 선, 원, 면은 각 요소 자체의 순수한 가치만을 나타내고, 어떤 사물이나 대상을 표현하기 위해 사용되지 않는다. 얀 치홀트는 정신적으로 의미있는 가치를 나타내는 추상미술과 달리 구체예술은 각 형태 이외의 어떤 의미도 품고 있지 않은 점, 그림의 추상 형태를 사용하는 것이 아니라 요소를 다루는 것이 비슷하다는 점이 새로운 타이포그래피의 바탕이 된다고 말한다.
얀 치홀트의 새로운 타이포그래피와 관련이 있는 구체예술은 추상적인 것이 아니라 '구체적'인 것이다. 얀 치홀트는 하나의 선, 원, 면은 각 요소 자체의 순수한 가치만을 나타내고, 어떠한 사물이나 대상을 표현하기 위해 사용되지 않기 때문이라고 말한다. 어떤 사물이나 대상을 표현하는 그림에서 색과 형태가 서로 만들어내는 관계, 정신적인 가치를 사물이나 대상을 통해 나타내는 것보다 이를 통해 색과 형태의 관계를 아름답게 나타내는 것이 중요하다. 구체회화는 단지 어떤 대상을 재생산하는 그림이 아니라 그림 자체가 분명한 목적을 지닌 대상이 된다.
단순한 구조의 추상회화는 회화나 그래픽요소로 이루어져있는데, 요소 자체와 각 요소 사이의 관계가 분명하다. 구체회화는 간결하면서 서로 대조를 이루는 요소를 정리하고 배열하는 것을 상징적으로 나타낸다. 이런 요소를 다루는 일이 새로운 타이포그래피가 가고자 하는 방향이다. 구체예술의 작품은 새로운 시각 형태 세계를 보여 주며, 새로운 타이포그래피와 함께 그당시 시대의 예술 세계를 나타낸다고 보았다.